# Preludio trágico
Preludio trágico es un mural pintado por el artista estadounidense John Steuart Curry para el edificio del Capitolio del Estado de Kansas en Topeka, Kansas. Está situado en el lado este de la rotonda del segundo piso. En la pared norte representa al abolicionista John Brown con una Biblia en una mano, en la que pueden verse las letras griegas alfa y omega de Apocalipsis 1:8. En la otra mano sostiene un rifle. En la otra mano sostiene un rifle, al que se hace alusión como las «Biblias de Beecher». Está frente a soldados de la Unión y de la Confederación, vivos y muertos, y se aproxima un tornado y un incendio en la pradera. Emigrantes con carros cubiertos viajan de este a oeste.

El « preludio trágico » es el periodo de la Kansas sangrienta de 1854-1860, considerado como un preludio o ensayo general de la Guerra de Secesión, periodo en el que John Brown estuvo en el centro, luchando para impedir que Kansas se convirtiera en un estado esclavista. Curry atribuye el término «preludio trágico» de este periodo de la historia de Kansas a su defensor, el editor de periódicos William Allen White.
Sin embargo, el mural tiene otras figuras además de Brown, ya que dobla una esquina y continúa en otra pared, lo que dificulta fotografiarlo en su totalidad. Rara vez se habla de las tres figuras como parte de la obra. Cronológicamente, de derecha a izquierda, están el misionero franciscano Fray Juan de Padilla y el conquistador Francisco Vázquez de Coronado, los primeros europeos que visitaron la tierra que se convirtió en Kansas, seguidos de un llanero, que acaba de matar un búfalo.
Es, con diferencia, la obra más famosa de Curry. Es la única obra de Curry que tiene un libro dedicado exclusivamente a ella.  También es conocido por ser utilizado como de la portada del primer disco de la banda de rock Kansas, de 1974.

## Historia

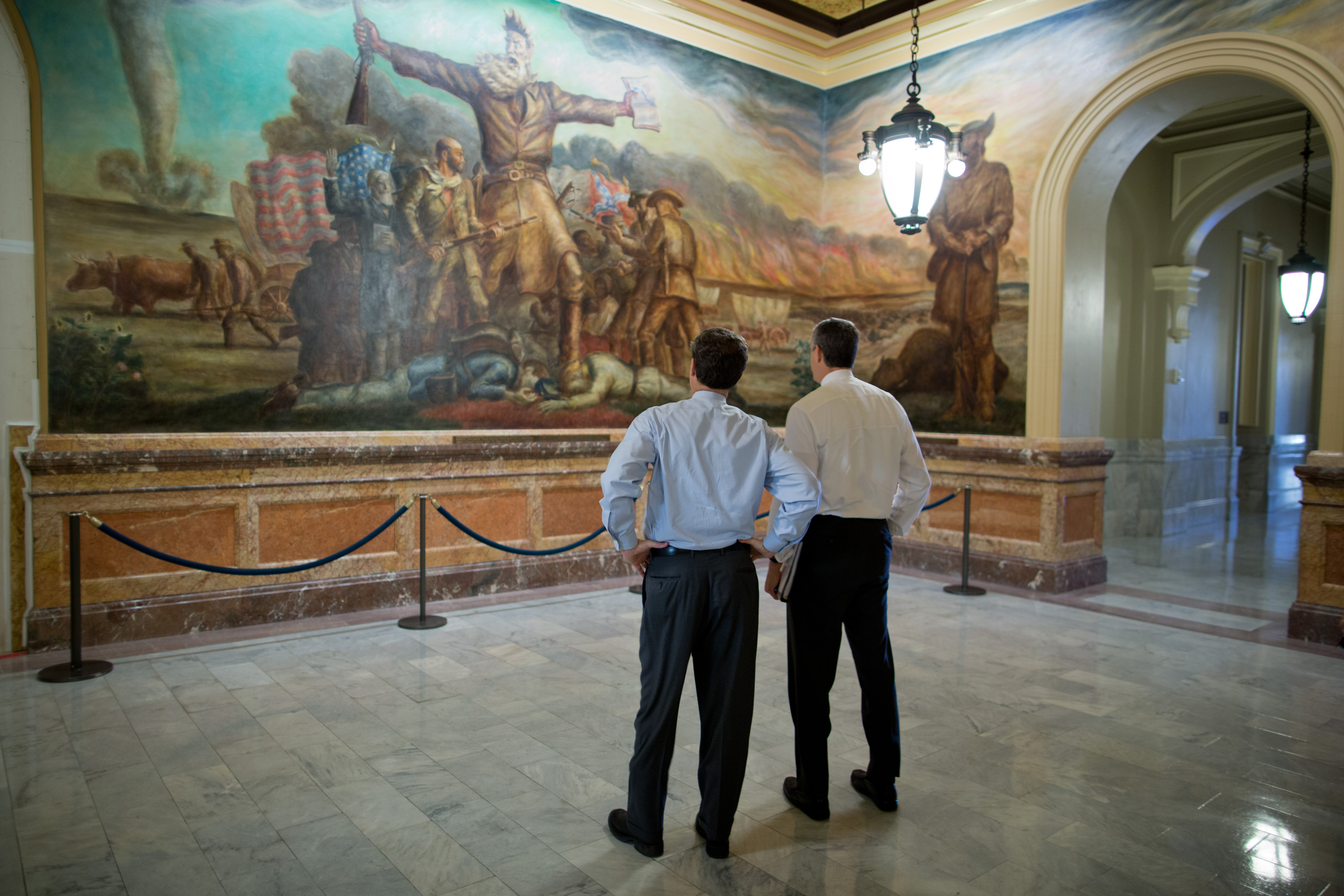
El Gobernador de Kansas, Sam Brownback (izquierda), y el Secretario de Educación de EE. UU., Arne Duncan, 2012.

El editor de la Emporia Gazette, William Allen White, inició la campaña para conseguir que Curry pintara murales para su Kansas natal en lugar de para Wisconsin (cuya universidad le ofrecía empleo que no podía encontrar en Kansas). Otros periódicos se unieron y el resultado fue la Comisión de Murales de Kansas. Presidida por el gobernador Walter Huxman, se encargó de elegir a uno o varios artistas de Kansas para crear murales para el Capitolio, como había hecho el artista de Misuri Thomas Hart Benton en el Capitolio del Estado de Misuri.  : 37–39 
El mural de gran tamaño de Benton se titulaba Una historia social de Misuri .  La Comisión decidió, no sin cierta controversia, que a diferencia del Capitolio de Misuri, donde Benton era uno de varios artistas, Curry sería el único artista que crearía murales para el Capitolio de Kansas, sobre el tema de la historia de Kansas.  : 37–39 No hubo dinero estatal de por medio; White dirigió una campaña de recaudación de fondos que logró reunir fácilmente el dinero necesario para contratar a Curry. : 39 
Curry pintó Preludio trágico entre 1937 y 1942, con témpera al huevo y óleo. Mide 350 cm de alto y 940 cm de largo. 

## Descripción de Curry
Curry más tarde describió el trabajo de la siguiente manera:

Centrada en la pared norte (31′ x 11′6″ [9,4m x 3,5m]) está la gigantesca figura de John Brown. En su mano izquierda extendida la palabra de Dios y en la derecha una «Biblia de Beecher». A su lado, frente a frente, se encuentran las fuerzas contendientes de la tierra libre y las partidarias de la esclavitud. A sus pies, dos figuras simbólicas del millón y medio de muertos del Norte y del Sur. En este grupo se expresa la furia fratricida que ardió por primera vez en las llanuras de Kansas, el trágico preludio de la última sangrienta contienda de los pueblos de habla inglesa. Detrás de este grupo están los pioneros y sus carretas en la interminable marcha hacia el Oeste, y detrás de todos el tornado y el voraz incendio de la pradera, símbolos apropiados de la destrucción de la Guerra Civil que se avecina.

En una entrevista periodística de 1939, explicó que «quería pintarlo como un fanático, porque John Brown era un fanático. Tenía el celo salvaje del extremista, del fanático por su causa, y tuvimos la Guerra Civil, con su indecible miseria». Más tarde, escribió en una carta: «Creo que es el prototipo de muchos kansanos. Alguien describió a un kansano como alguien que iba por ahí haciendo el bien a la humanidad. Este podría ser el núcleo de mi concepción». 

## Rechazo dePreludio trágico
La Legislatura de Kansas rechazó el mural y se negó a colgarlo en el Capitolio como estaba previsto. Curry se marchó de Kansas disgustado, abandonando el resto de su proyecto del Capitolio, y no firmó ni ésta ni la otra obra terminada, Pastoral de Kansas, porque consideraba que el proyecto estaba incompleto. Se colgó en el Capitolio tras su muerte. Los paneles de la rotonda del primer piso que había proyectado nunca pasaron de ser bocetos preliminares. Para disgusto de algunos habitantes de Kansas, y reflejando las opiniones de los agrónomos de su empleador, la Escuela de Agricultura de la Universidad de Wisconsin, uno de los paneles culpaba a las malas prácticas agrícolas de la erosión y las tormentas de polvo de los años 1930. : 124 